# ワイルダー・デイズ
ワイルダー・デイズ（Wilder Days）は、2003年公開のアメリカ映画。主演は『刑事コロンボ』シリーズのピーター・フォーク。
昔の冒険の自慢話ばかりする冒険家の父（ピーター・フォーク）に飽き飽きする息子と、対照的に祖父の姿を支持する孫の世代間を、ほのぼのと、コミカルに描いたヒューマンドラマ。日本ではWOWOWで放送された。

## キャスト
- ピーター・フォーク